# 拉富尤斯
拉富尤斯（法語：La Fouillouse，法語發音：[la fujuz]）是法国卢瓦尔省的一个市镇，位于该省南部，属于圣艾蒂安区。

## 地理
拉富尤斯（45°30'14"N, 4°18'49"E）面积20.57 平方千米，位于法国奥弗涅-罗讷-阿尔卑斯大区卢瓦尔省，该省份为法国中南部省份，北起顺时针与索恩-卢瓦尔省、罗讷省、伊泽尔省、阿尔代什省、上盧瓦爾省、多姆山省和阿列省接壤。
与拉富尤斯接壤的市镇（或旧市镇、城区）包括：圣博内莱苏勒、维拉尔、昂德雷济约-布泰翁、莱特拉、圣热内莱尔、圣埃昂、圣瑞斯特-圣朗贝尔。

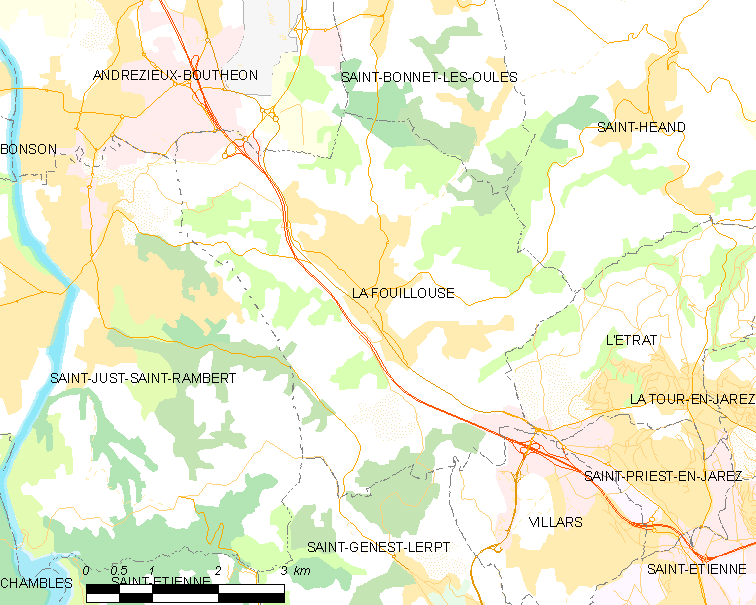
拉富尤斯的OSM定位图

拉富尤斯的时区为UTC+01:00、UTC+02:00（夏令时）。

## 行政
拉富尤斯的邮政编码为42480，INSEE市镇编码为42097。

## 政治
拉富尤斯所属的省级选区为索尔比耶县。

## 人口

1962-2008年间拉富尤斯人口变化图示

拉富尤斯于2022年1月1日时的人口数量为4643人。